# Paeonia 'Sarah Bernhardt'
Paeonia 'Sarah Bernhardt' ('Сара Бернар') — средне-поздний сорт пиона молочноцветкового (Paeonia lactiflora). Один из старинных сортов, не утративших популярности и в настоящее время, используется в селекционных программах.

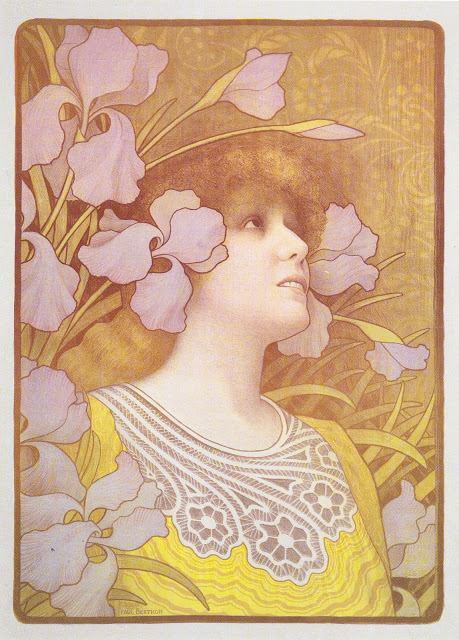
Сара Бернар, художник Paul Berthon, 1901 г.

Назван в честь знаменитой французской актрисы Сары Бернар в эпоху ар-нуво. Используется в качестве декоративного садового растения и на срезку. В 1995 году на цветочный аукцион в Алсмере было доставлено 3122083 цветков этого сорта, а в 1996 году — чуть более 3000000.

## Биологическое описание
Многолетнее травянистое растение.
Высота растений около 95—100 см. Побеги прочные.
Листья зелёные с коричнево-красным оттенком.
Цветки махровые, розовидные, розово-сиреневые, края лепестков более светлые, до серебристо-белых. Диаметр цветка — около 20 см. Аромат приятный, умеренный.

## В культуре
Зоны зимостойкости: 2—8.
Условия культивирования см: Пион молочноцветковый. В ветреную погоду может потребоваться подвязка.